# Амаласунта
Амаласунта (495 – 30 квітня 535) — правителька Остготського королівства у 526—535 рр. Спочатку була регенткою свого сина Аталаріха, малолітнього наступника короля остготів Теодоріха Великого, але після його передчасної смерті стала королевою. Високоосвічену Амаласунту хвалили і Кассіодор, і Прокопій Кесарійський за мудрість і здатність розмовляти трьома мовами (грецькою, готською та латинською). Її статус незалежної жінки-монарха та очевидна приналежність до римської культури викликали невдоволення серед готської знаті при дворі, і її було скинуто з престолу та вбито після шести місяців одноосібного правління.

## Ранні роки
Амаласунта, ймовірно, народилася в Равенні в 495 році; єдина дитина Теодоріха Великого та його дружини Аудофледи, сестри Хлодвіга, короля франків. Союз батьків Амаласунти мав політичну мету, як і багато королівських шлюбів того часу. Теодоріх одружився з Аудофледою приблизно в 493 році, після того, як він переміг різні готські королівства та шукав союзу з франками. Амаласунта народилася в династії Амали з боку батька, яка складалася з готів германського походження. 
Як і її батько, Амаласунта вийшла заміж із політичних міркувань за Євтарика, принца Амали, щоб забезпечити законного спадкоємця престолу. У них було двоє спільних дітей — син Аталаріх і донька Матасунта. Євтарик помер у 522 році, що викликало деяку тривогу у Теодоріха, оскільки його королівство не мало дорослого спадкоємця чоловічої статі, щоб успадкувати трон. Оскільки сину Амаласунти Аталаріху було лише 10 років на момент смерті Теодоріха, Амаласунта взяла під контроль королівство разом зі своїм сином, як регентша, і, хоча звіти Кассіодора та Прокопія згадують Аталаріха як короля, вона фактично правила від його імені.

## Правління
Красива, щедро обдарована, добре освічена (володіла латинською і грецькою), політично талановита Амаласунта енергійно взяла в руки кермо влади. У своїй діяльності вона керувалася порадами Кассіодора. Протегувала римлянам, повернула дітям Боеція і Сіммаха конфісковані маєтки їхніх батьків, свого сина змушувала займатися науками.
У перші роки після смерті Теодоріха Великого в Королівстві остготів панував зовнішній і внутрішній мир. Остготське військо було боєздатним, особливо якщо його вів у бій досвідчений і рішучий командир. У 530 зазнала невдачі спроба гепідів захопити готську Паннонію Сірмійску. Завдавши удару у відповідь і контрнаступаючи, Вітігес, майбутній король, проник занадто далеко на візантійську територію, і при цьому було захоплено місто Граціана в Верхній Мезії. П'ять років потому, в 535 це порушення кордону послужило Юстиніану I приводом для початку повномасштабної агресії проти Королівства остготів, поки ж ніяких дій не відбулося, бо імператор був зайнятий війною з персами.
Амаласунта намагалася поліпшити відносини з бургундами. Вона відмовилася від земель на північ від Дюранса і уклала договір з південногалльським сусідом, але коли постало питання про війну з франками, остготи злякалися власної сміливості. У 531 і 534 роках остготи не прийшли на допомогу Тюрінгії, а в 532/533 роках їх військо не покинула меж своєї країни, щоб підтримати бургундів проти франків. В результаті ці сусіди і союзники втратили свою незалежність, а коротка, за часів Теодоріха Великого, спільна з франками межа розтягнулася більш ніж на півтори тисячі кілометрів, і будь-яке продовження франкської експансії вздовж цієї лінії загрожувало остготським землям.

### Кінець політичної діяльності
Готська знать не бажала терпіти влади жінки — незадоволення посилилося ще більше, коли Амаласунта вступила в зносини з імператором Юстиніаном I. Вона хотіла дати синові Аталаріху класичне виховання, але готи оточили його молодими людьми, які підбурювали його проти матері і втягнули у надмірності, від яких він зрештою помер 2 жовтня 534 року. Після смерті Аталаріха Амаласунта намагалася зберегти королівську владу. Вона запропонувала своєму двоюрідному брату Теодахаду з Тусції стати королем за умови, що управління державою буде надано суто їй. У листопаді 534 Теодат коронований, а вже через місяць він вислав її з Равенни і ув'язнив на острові Мартана на озері Больсена.
Ще раніше Амаласунта веліла умертвити трьох ватажків готської опозиції (в тому числі, ймовірно, і Тулуіна). І коли візантійський посол Петро Патрикій навесні 535 року спробував від імені свого імператора Юстиніана I захистити життя Амаласунти, він не зміг перешкодити її вбивству (з дозволу Теодахада) родичами тих трьох вбитих нею готів. Згідно Йордану, Амаласунта була замкнена в гарячій лазні і від цього померла (вбивство гарячою парою в лазні було поширене в Римській імперії і в Візантії).

## Сім'я
- Евтаріх — чоловік з 515. Син Вітіріха, онук Берімунда, правнук готського короля Торісмунда, з роду Амалів. Помер у 522 році.
- Аталаріх — син, народився в 516, король остготів з 526 по 534.
- Матасунта — дочка (518 — після 550), спочатку одружена з королем остготів Вітігесом, потім з двоюрідним братом Юстиніана I Германом.

## Пам'ять
Життя Амаласунти стало предметом трагедії, першої п'єси, написаної молодим Карло Ґольдоні та представленої в Мілані в 1733 році.
На честь Амаласунти названий астероїд (650) Амаласунта, відкритий у 1907 році.